# Dancing Crazy
Dancing Crazy (Verrückt tanzen) ist ein Pop-Rock-Lied der US-amerikanischen Sängerin Miranda Cosgrove. Es wurde von Avril Lavigne, Max Martin und Shellback geschrieben und von Martin und Shellback für Cosgroves zweite EP High Maintenance produziert, die am 15. März 2011 erschien. Der Song wurde am 15. Dezember 2010 veröffentlicht, am 21. Dezember 2010 erschien er als Musikdownload.
In den USA erreichte das Stück in den Billboard-Hot-100-Charts Platz 100 und in den Pop-Songs-Charts Position 36. Es ist außerdem Cosgroves erste Single, die in die Top-Heatseekers-Charts kam, wo sie Platz 21 erreichte. In der Slowakei erreichte sie Position 17. Am 13. Februar 2011 erschien das Musikvideo, in dem Cosgrove und ihre Freundinnen zu einer Party auf dem Footballfeld einer Highschool fahren und dort tanzen.

## Hintergrund

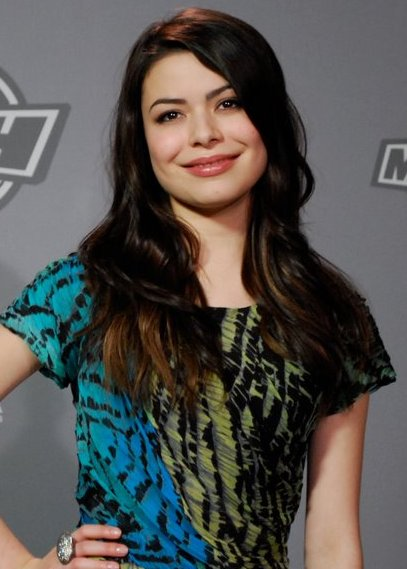
Miranda Cosgrove (2010)

Im Oktober 2010 kündigte Cosgrove einige Daten für ihre neue Tour an. Diese hieß zunächst Sparks Fly Tour, benannt nach ihrem ersten Studioalbum Sparks Fly; später wurde sie in Dancing Crazy Tour umbenannt. Am 3. Januar 2011 wurde bekannt, dass Cosgrove an einer EP arbeitete, und acht Tage später twitterte sie ein Bild von dem Fotoshooting für das EP. Die Single Dancing Crazy wurde bereits am 21. Dezember 2010 auf Downloadwebsites wie iTunes und Amazon veröffentlicht.

## Komposition

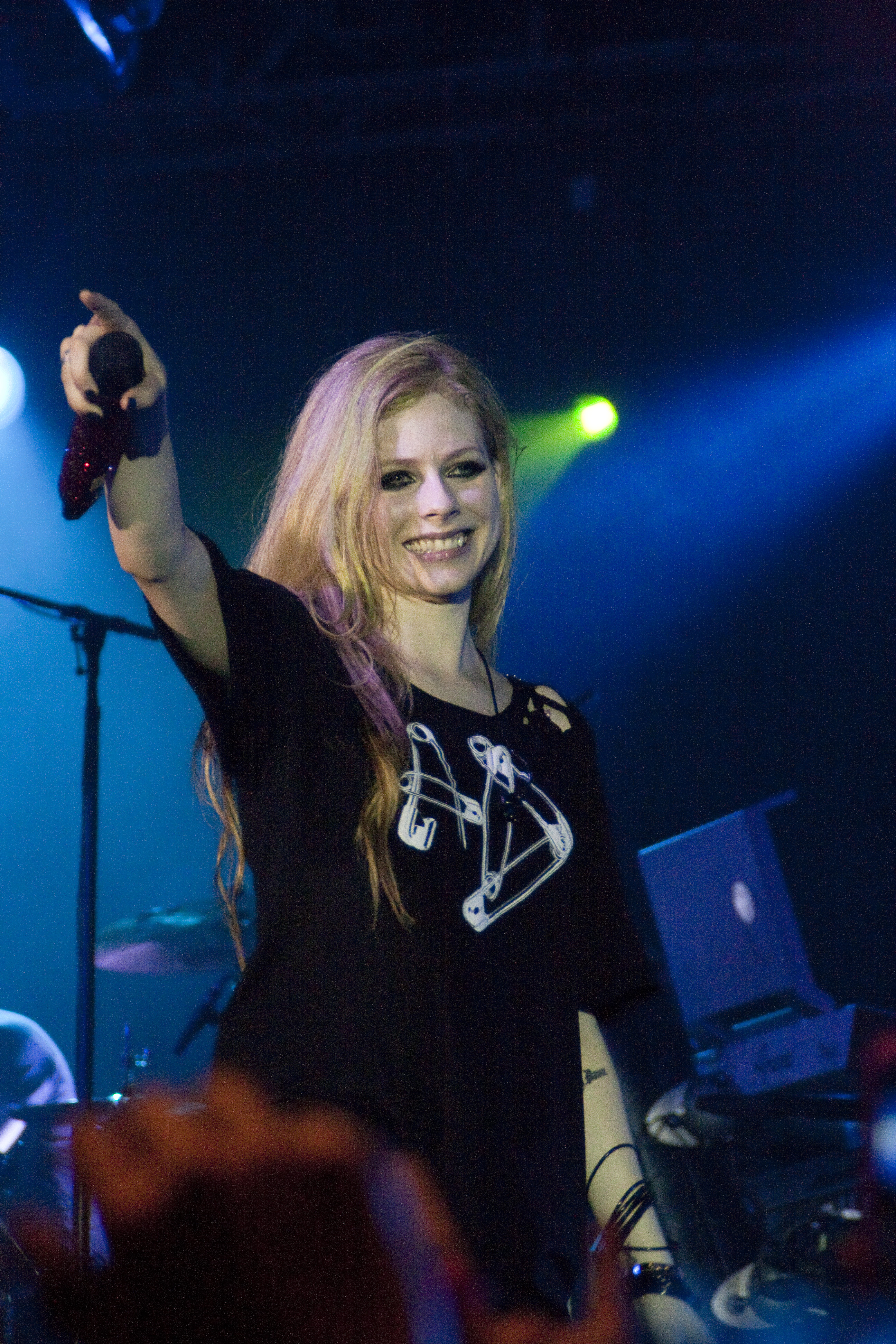
Avril Lavigne schrieb das Lied über das Tanzen durch die Nacht.

Dancing Crazy ist ein Pop-Rock-Stück mit mittlerem Tempo, dessen Text davon handelt, dass Cosgrove und ihre Freunde ausgehen und eine Party feiern. Die Single wurde in der Vers-Refrain-Form geschrieben. Sie beginnt mit der ersten Strophe und nach einer Überleitung folgt der Refrain. Danach folgen die zweite Strophe, eine weitere Überleitung und erneut der Refrain. Die dritte Strophe hat eine langsamere Melodie, gefolgt vom finalen Refrain; das Lied endet mit dem Wort “Smack”. Cosgrove äußerte sich in einem Making-of zu dem Lied: „Dancing Crazy‘ ist so ein Spaß. Ich denke einfach daran, mit meinen Freunden auszugehen, zu Partys zu gehen und eine schöne Zeit zu haben.“
Commonsensemedia schrieb: „Dancing Crazy […] hat eine Sache im Sinn: auf der Tanzfläche loslegen bis in die frühen Morgenstunden. Von Avril Lavigne geschrieben, beschreibt der Song das Draußenbleiben die ganze Nacht, das Verbringen der meisten Zeit mit Tanzen (mit ein wenig Küssen hineingeworfen) – ‘You, me in the spotlight / Running around till the end of the night / Hot, hot keep it comin' / We can rock out till the early morning.’ [Du, ich im Rampenlicht / Herumrennen bis zum Ende der Nacht / Heiß, heiß, macht immer weiter / Wir können bis morgen früh abrocken] Auch wenn diese Aktionen nicht unbedingt unverantwortlich sind, sind sie vielleicht ein wenig zweifelhaft für die jüngsten Tweens.“

## Rezeption

### Kritik
Anstelle von positiver Kritik, wie es Cosgroves vorheriges Lied Kissin U bekam, erhielt Dancing Crazy negative. Die Website Idolator schrieb: „Poppig! Spaß! Ziemlich 80er Bananarama-isch! Insbesondere der ‘You! Me! In the spotlight!’-Teil hört sich so an wie ‚Girlfriend‘-Avril, ganz zu schweigen von der unauffälligen Gitarre bei der Überleitung. Wir glauben, dass dieses Stück es nicht auf Lavignes nächstes Album Goodbye Lullaby geschafft hat und Miranda sich ihre Abfälle geschnappt hat. Dennoch, selbst als Überrest ist es ein schöner Titel und genauso wie das, was sie mit Keshas Disgusting gemacht hat, Miranda kann es durchziehen. Aber für einen Song namens ‚Dancing Crazy‘ wäre ein wenig mehr musikalische Verrücktheit – oder vielleicht ein zusätzlicher Beat um es zu beschleunigen – schön gewesen um ihn zu der entsprechenden Irrsinnigkeit zu verhelfen.“
Reflectiveinklings gab eine gemischte Kritik ab: „In Dancing Crazy wurde zwar wie bei ‚Kissin U‘ ein hübscher Pep eingebaut. Allerdings wird die Ähnlichkeit der zwei oben erwähnten Singles sofort nach dem Vergleich klar. Während ‚Kissin U‘ mich überrascht hat, weil es Cogroves souveräne Stimme gezeigt hat, macht Dancing Crazy das Gegenteil. Dancing Crazy präsentiert den Zuhörern was er möglicherweise in der Vergangenheit von anderen Sängern gehört hat. Kurz gesagt, ja, dieser Song ist ein wenig gewöhnlich. Der Titel wird wohl aufgrund seines geringen Charms (der die Kinder vollständig verlocken wird, die wirklich ihre Serie lieben) einige Male gespielt werden und nach der Neugier des Zuhörers schwindet die Magie. Dies ist ein für Cosgrove ein Schritt zurück. Lasst uns hoffen, dass sie rasch wieder auf die Beine kommt.“
Commensensemedia gab dem Lied drei von fünf möglichen Sternen und schrieb: „Cosgroves Musik leidet an denselben Problemen wie die einiger ihrer Kollegen (wie Selena Gomez): niveauloser Gesang und derselbe alte Synth-Pop-Beat. Letzten Endes ist es schwer, diesen Song von dem Meer aus ähnlich klingenden Stücken da draußen zu unterscheiden, daher ist es insgesamt ein ziemlich leicht zu vergessener Titel.“

## Live-Auftritte
Das Lied wurde zum ersten Mal auf Cosgroves Dancing Crazy Tour aufgeführt, die im Januar 2011 begann. Er ist der 14. und letzte Titel der Tour. Ein weiterer Live-Auftritt fand am 9. März 2011 in einer Folge der Ellen DeGeneres Show statt. Dabei tanzten mehrere Kinder um Cosgrove herum, und zu Beginn des letzten Refrains stieß Greyson Chance dazu, der die Dancing Crazy Tour eröffnet hatte, und sang mit ihr gemeinsam. Am 15. März, dem Veröffentlichungsdatum des Albums, trat sie im Hard Rock Cafe in Hollywood auf. Auf der Dancing Crazy Summer Tour war Dancing Crazy der letzte Titel und wurde zusammen mit Chance gesungen.

## Musikvideo
Das Musikvideo zu Dancing Crazy wurde von Cosgrove während eines Interviews bei der Today Show angekündigt, wo außerdem ein Ausschnitt aus dem Video gezeigt wurde. Es wurde am 13. Februar 2011 veröffentlicht. In einem Making-of sagte sie: „Im Grunde genommen schleiche ich mich im Video aus dem Haus mit meinen Freunden in diesem coolen roten Oldtimer. Während wir fahren erscheinen andere Autos hinter uns und andere Leute, die unsere Freunde sind, folgen uns. Und wir kommen alle an dieser Highschool an. Wir schleichen uns auf das Footballfeld und feiern einfach diese große Party. Dancing Crazy handelt einfach davon, auszugehen und Spaß zu haben. Einer meiner besten Freunde der Welt ist in dem Video und es wird lustig sein, einfach mit ihr zu tanzen und mit ihr Spaß zu haben.“
Zu Beginn des Videos warten mehrere Mädchen in ihrem Auto auf Cosgrove vor ihrem Haus. Es ist elf Uhr abends und Cosgrove verlässt ihr Bett, nimmt ihren Mantel und schleicht sich aus dem Haus zu den Mädchen. Während sie von dem Haus wegfahren, sieht sie ihren jugendlichen Nachbarn mit seinem Hund spazieren gehen. Die beiden haben für einen Moment Augenkontakt und lächeln sich an. Zu Beginn der ersten Strophe sitzen Cosgrove und ihre Freunde im Auto, tanzen zur Musik und fahren die Straße entlang. Während der Überleitung folgen ihnen weitere Fahrzeuge mit Teenagern darin; sie fahren zur örtlichen Highschool. Wenn der Refrain beginnt, springen sie über einen Zaun eines Footballfeldes, wo sich bereits ein Auto und Lautsprecher befinden. Dort schalten sie die Musik an und alle beginnen miteinander zu tanzen. Danach werden abwechselnd Aufnahmen von Cosgrove gezeigt, wie sie im fahrenden Auto sitzt und wie sie auf dem Footballfeld ist. Zu Beginn der zweiten Strophe sitzt sie auf dem Auto auf dem Footballfeld. Es kommen weitere Leute hinzu, darunter der Nachbarsjunge, den Cosgrove beim Verlassen des Hauses gesehen hat. Während des Refrains bilden alle einen Kreis und einige von ihnen tanzen Breakdance in der Kreismitte. Zum Ende des zweiten Refrains bemerken sich Cosgrove und ihr Nachbar und sie geht zu ihm. Wenn die dritte Strophe beginnt, gehen sie zu der unüberdachten Tribüne, wo sie sich unterhalten und lachen. Er legt seinen Arm um sie und kurz darauf halten sie Händchen. Am Ende der dritten Strophe küssen sie sich. Während des letzten Refrains tanzen die beiden zusammen bei dem Auto auf dem Feld. Dazwischen werden mehrere Aufnahmen von Jugendlichen gezeigt, die Breakdance tanzen. Als die Rasensprenger angehen, verlassen alle das Feld. Dann sieht man Cosgrove, wie sie im Auto mit ihren Freundinnen zurückfährt. Bei Sonnenaufgang kommt sie zu Hause an und winkt ihren Freunden zum Abschied. Sie schleicht sich in ihr Zimmer und legt sich auf das Bett. Als sie versucht einzuschlafen, beginnt ihr Wecker zu klingeln. Das Video endet damit, dass sie die Schlummertaste drückt.

## Veröffentlichungen
| Land               | Datum             | Format             | Label            |
| ------------------ | ----------------- | ------------------ | ---------------- |
| Kanada             | 21. Dezember 2010 | Single-CD/Download | Sony Music       |
| Vereinigte Staaten | 21. Dezember 2010 | Single-CD/Download | Columbia Records |